# ترو لترا
ترو لترا (انگلیسی: Tero Lehterä؛ زادهٔ ۲۱ آوریل ۱۹۷۲) بازیکن هاکی روی یخ اهل فنلاند است.